# Bainville-sur-Madon
Bainville-sur-Madon és un municipi francès situat al departament de Meurthe i Mosel·la i a la regió del Gran Est. L'any 2007 tenia 1.423 habitants.

## Demografia

### Població
El 2007 la població de fet de Bainville-sur-Madon era de 1.423 persones. Hi havia 434 famílies, de les quals 90 eren unipersonals (41 homes vivint sols i 49 dones vivint soles), 127 parelles sense fills, 184 parelles amb fills i 33 famílies monoparentals amb fills.
La població ha evolucionat segons el següent gràfic:
Habitants censats

### Habitatges
El 2007 hi havia 445 habitatges, 436 eren l'habitatge principal de la família, 1 era una segona residència i 8 estaven desocupats. 367 eren cases i 79 eren apartaments. Dels 436 habitatges principals, 353 estaven ocupats pels seus propietaris, 78 estaven llogats i ocupats pels llogaters i 5 estaven cedits a títol gratuït; 2 tenien una cambra, 11 en tenien dues, 40 en tenien tres, 112 en tenien quatre i 271 en tenien cinc o més. 305 habitatges disposaven pel capbaix d'una plaça de pàrquing. A 177 habitatges hi havia un automòbil i a 208 n'hi havia dos o més.

### Piràmide de població
La piràmide de població per edats i sexe el 2009 era:
| Homes | Edats   | Dones |
| ----- | ------- | ----- |
| 0     | 95 o +  | 16    |
| 8     | 90 a 94 | 28    |
| 0     | 85 a 89 | 28    |
| 12    | 80 a 84 | 32    |
| 20    | 75 a 79 | 20    |
| 36    | 70 a 74 | 36    |
| 20    | 65 a 69 | 44    |
| 24    | 60 a 64 | 16    |
| 12    | 55 a 59 | 20    |
| 36    | 50 a 54 | 36    |
| 48    | 45 a 49 | 24    |
| 36    | 40 a 44 | 56    |
| 60    | 35 a 39 | 60    |
| 32    | 30 a 34 | 40    |
| 24    | 25 a 29 | 16    |
| 12    | 20 a 24 | 8     |
| 40    | 15 a 19 | 28    |
| 40    | 10 a 14 | 52    |
| 8     | 5 a 9   | 44    |
| 48    | 0 a 4   | 24    |

## Economia
El 2007 la població en edat de treballar era de 804 persones, 590 eren actives i 214 eren inactives. De les 590 persones actives 546 estaven ocupades (285 homes i 261 dones) i 44 estaven aturades (25 homes i 19 dones). De les 214 persones inactives 75 estaven jubilades, 69 estaven estudiant i 70 estaven classificades com a «altres inactius».

### Ingressos
El 2009 a Bainville-sur-Madon hi havia 444 unitats fiscals que integraven 1.170 persones, la mediana anual d'ingressos fiscals per persona era de 20.145 €.

### Activitats econòmiques
Dels 41 establiments que hi havia el 2007, 1 era d'una empresa extractiva, 1 d'una empresa alimentària, 1 d'una empresa de fabricació de material elèctric, 1 d'una empresa de fabricació d'altres productes industrials, 9 d'empreses de construcció, 3 d'empreses de comerç i reparació d'automòbils, 1 d'una empresa de transport, 3 d'empreses d'hostatgeria i restauració, 1 d'una empresa d'informació i comunicació, 1 d'una empresa immobiliària, 6 d'empreses de serveis, 5 d'entitats de l'administració pública i 8 d'empreses classificades com a «altres activitats de serveis».
Dels 13 establiments de servei als particulars que hi havia el 2009, 1 era un paleta, 4 guixaires pintors, 2 lampisteries, 1 empresa de construcció, 2 perruqueries, 2 restaurants i 1 saló de bellesa.
L'únic establiment comercial que hi havia el 2009 era una fleca.
L'any 2000 a Bainville-sur-Madon hi havia 8 explotacions agrícoles.

## Equipaments sanitaris i escolars
El 2009 hi havia 1 hospital de tractaments de mitja durada (seguiment i rehabilitació) i 1 un hospital de tractaments de llarga durada.
El 2009 hi havia una escola elemental.

## Poblacions més properes
El següent diagrama mostra les poblacions més properes.